# Pierre Michel (scriitor)
Pierre Michel (n. 11 iunie 1942, Toulon, Franța) este un profesor asociat de litere în 1964 și universitar, doctor în Litere și abilitare universitară (în franceză - H.D.R.), specialist pentru scriitorul francez Octave Mirbeau. El este fiul istoricului Henri Michel.

## Cariera
După studii secundare la Liceul Condorcet și studiile la Liceul Louis-le-Grand și la Sorbona, Pierre Michel a fost primit primul în agregația de Litere moderne în 1964. Din 1964, el și-a petrecut întreaga carieră didactică la Angers și s-a pensionat în anul 2002.
După ce a susținut la Universitatea din Angers, în 1992, o teză privind lucrările  lui Octave Mirbeau, Pierre Michel a fondat, un an mai târziu, Societatea Octave Mirbeau, al cărei președinte este. El este, de asemenea, fondatorul și redactorul-șef al Caietelor Octave Mirbeau/ Cahiers Octave Mirbeau (24 de numere publicate).
Biograf al lui Mirbeau, el a realizat ediții critice ale întregii opere a acestuia : romane, teatru, corespondență, precum și mai mult de 300 de articole și prefețe.
În octombrie 2003, el a fost distins cu premiul Sévigné pentru editarea primului volum al Corespondenței generale de Mirbeau.
În 2017, cu Societatea Octave Mirbeau, și fără nici un sprijin instituțional, el a dezvoltat un program extrem de bogat și divers (numeroase colocvii universitare, publicații diverse, creații teatrale, proiecte de filme documentare, expoziții, lecturi și conferințe), cu ocazia comemorării internaționale a o sută de ani de la moartea lui Octave Mirbeau.

## Legături externe
- Blogul lui Pierre Michel... și Octave Mirbeau !.
- Site-ul lui Pierre Michel.